# 豊明市立大宮小学校
豊明市立大宮小学校（とよあけしりつ おおみやしょうがっこう）は、愛知県豊明市前後町にある公立小学校。

## 校区
- 校区は前後町（大狭間、仙人塚、善江の一部、五軒屋の一部、宮前の一部、螺貝の一部、三ツ谷の一部、鎗ヶ名の一部、鎌ヶ須の一部）、間米町（榎山、敷田、鶴根の一部）である。

公立中学校に進学する場合は豊明市立豊明中学校に進学する。

## 沿革
- 1975年（昭和50年） -
  - 4月1日 - 豊明市立栄小学校から分離し開校。校舎未完成のため、栄小学校で授業を行う。
  - 9月1日 - 校舎が完成する。
- 1976年（昭和51年）6月24日 - プールが完成する。
- 1977年（昭和52年）2月18日 - 体育館が完成する。

## 交通アクセス
- 名鉄名古屋本線中京競馬場前駅下車、徒歩約15分。
- 名鉄名古屋本線前後駅下車、徒歩約20分。

## 周辺施設
- 豊明市立豊明中学校
- 豊明市立栄小学校
- 豊明市立唐竹小学校
- 大宮児童館
- 中京競馬場